# Cal Pedrol Rius
Cal Pedrol Rius o casa al raval de Robuster, 16, és un edifici del municipi de Reus (Baix Camp), inclosa a l'Inventari del Patrimoni Arquitectònic de Catalunya com a Bé Cultural d'Interès Local. Va ser la casa familiar i de naixença de l'advocat reusenc Antoni Pedrol Rius.

## Descripció
És un edifici de concepció barroca, de dues plantes, que conforma un únic habitatge. Les dotze obertures de la façana són simètriques en els baixos i els balcons situats a la planta pis, i a la golfa, on hi ha ulls de bou. Tot plegat constitueix una composició ordenada. Cal destacar l'interès en la decoració interior, els esgrafiats de la façana i el jardí interior. La casa va ser reformada a mitjans del segle xix.
L'any 2010 se li va afegir un pis, com a coronament, amb una façana neutra, enretirada, que no pertorba l'aspecte eclèctic de l'edifici.